# Maratona de Revezamento Ayrton Senna Racing Day
A Maratona de Revezamento Ayrton Senna Racing Day é uma maratona de revezamento de 42,2 km destinada a equipes de dois, quatro e oito integrantes sendo criada em 2004 pelo Instituto Ayrton Senna. Foi organizada nos primeiros anos pela Latin Sports e posteriormente pela Prod Sports. O evento ocorre no Autódromo de Interlagos, em São Paulo. Em suas primeiras edições era realizada no mês de dezembro, atualmente o evento se dá no mês de outubro. A maratona reúne, anualmente, cerca de dez mil pessoas, entre competidores e público em geral, e conta com o apoio de diversas empresas que atuam como parceiras do evento.
Além de estimular a prática de atividade física, a Maratona de Revezamento Ayrton Senna Racing Day contribui com a causa da educação de qualidade, pois reverte todo o valor das inscrições aos programas educacionais do Instituto Ayrton Senna, que beneficiam crianças e jovens das escolas públicas brasileiras.
A escolha do lugar, o Autódromo de Interlagos, contempla as conquistas do tricampeão mundial de Fórmula 1 Ayrton Senna no circuito e representa um desafio aos competidores, que enfrentam as diversas subidas e descidas do traçado paulista.

## Senninha Racing Day
A edição de 2017 da Senninha Racing Day, evento infantil que teve sua primeira edição acontecendo em 2016, foi realizada junto com a maratona em 8 de outubro no Autódromo de Interlagos. O evento foi dividido em três categorias; Crianças de 3 e 4 anos – corrida de 30m; 5 e 6 anos – corrida de 50m; 7 a 10 Anos – corrida de 100m.

## Edições

### 2004[4]
- Data: 05 de dezembro de 2004
- Número de inscritos: 5.200

#### Equipes Vencedoras
Geral Masculino
- Find Your Self/Segasp (Octeto) – 2h15min57
- Top Notch Trainning V (Octeto) – 2h18min38
- Ironman Assessoria Esportiva (Quarteto) - 2h24min36

Duplas Masculinas
- Pinto & Gama - 2h40min26
- Branca Esportes 2 - 2h42min22
- Cuca – 2 A - 2h49min28

Quartetos Masculinos
- Habibs – Agnaldo Sampaio 2 - 2h24min36
- Ironman Assessoria Esportiva - 2h24min36
- Mario´s Team Ferrari - 2h43min57

Octetos Masculinos
- LBC/Abrasivos - 2h39min14
- ADC Embraer- 2h48min28
- Parque Aclimação - 2h53min08

Geral Feminino
- Habibs – Agnaldo Sampaio 1 (Octeto) - 3h01min09
- ADC Mercedes-Benz (Octeto) - 3h17min29
- CelClube 4 A (Quarteto) - 3h32min48

Duplas femininas
- Flávio Freire - 3h45min45

Quartetos femininos
- Superpoderosas - 3h55min44
- Camaleão - 4h08min05
- Cross Trainer2 - 4h09min47

Octetos femininos
- GNA Ribeirão Preto - 3h34min27
- Meninas Superpoderosas - 4h07min05
- Cia. Ekipé 10 - 4h07min36

### 2005[5]
A segunda edição da prova recebeu a atriz Carolina Ferraz e a atleta Jackie Silva, que entregaram a premiação aos vencedores.
- Data: 12 de outubro de 2005
- Número de inscritos: 4.180

#### Equipes Vencedoras
Geral feminino
- ADC MERCEDES-BENZ – 03h15min46
- Prefeitura de Itatiba - Flávio – 03h19min52
- Pro Corpo - Amparo – 03h21min35

Duplas femininas
- Advaldo/fitclass - 03:30:20

Quartetos femininos
- ADC-INPECOCTA1 - 03:35:17
- SAO PAULO FUTEBOL CLUBE 2 - 03:49:44
- PROJETO MULHER - EQUIPE DE 4 C - 04:04:50

Octetos femininos
- INTERNACIONAL HAIR POINT - 03:30:31
- ABILITY RUNNING TEAM - 04:13:07
- PROJETO MULHER - EQUIPE DE 8 C - 04:24:20

Geral masculino
- YARA COLTRO/IRONMAN ASSESSORIA -02h13min09
- TOP NOTCH TRAINING – 02h16min28
- TOP NOTCH TRAINING – 02h19min42

Duplas masculinas
- BRASSINTER - 02:46:17
- ADVALDO - 02:48:37
- WIDEX 2E - 02:53:49

Quartetos masculinos
- SAO PAULO FUTEBOL CLUBE 1 - 02:20:17
- Taboão da Serra - 02:30:22
- ADVALDO - 02:31:33

Octetos masculinos
- LBC Abrasivos - 002:22:36
- FORCA E VIDA SAO ROQUENCE - 02:25:02
- CUCA - FORTITECH/Speed Treinam - 02:25:07

### 2006[6]
Em 19 de novembro, mais de 3.500 atletas participaram da "Corrida para um Brasil campeão". O publicitário Washington Olivetto, a ginasta Daiane dos Santos e o piloto Tony Kanaan prestigiaram o evento, que contou com duas categorias especiais: Propaganda e Imprensa.
- Data: 19 de novembro
- Número de inscritos: 4.000

#### Equipes Vencedoras
Categoria Imprensa
- Rede Record - 3h24min39
- Revista F1 Racing - 3h29min06
- Editora Globo - 3h43min54

Categoria Propaganda
- McCann Erickson - 3h47min19
- W/Brasil - 4h13min54
- Giovanni, FCB - 4h18min42

Geral Feminino
- Qualix 5 (596) - 2h46min45
- Qualix 5 (330) - 2h48min55
- Montevergine - 2h57min38

Duplas femininas
- ABILITY RUNNING TEAM / NOSSA TURMA 2 - 04:11:23
- ABILITY RUNNIG TEAM I - 04:22:16
- DUPLA FANTÁSTICA- HELIX- 04:35:54

Quartetos femininos
- PLANET ASSESSORIA 4 - 04:01:25

Octetos femininos
- TOP NOTCH FEMININA - 03:45:01
- PÃO DE AÇúCAR CLUB - 03:53:45
- ABILITY RUNNING TEAM - 04:21:24

Geral Masculino
- Qualix 4 - 2h18min27
- Qualix 2 - 2h18min55s
- Cotia Semec - 2h22min02

Duplas masculinas
- QUALIX 6 - 02:31:35
- FLANAX BAYER MARIOS TEAM - 02:47:56
- SANOFI-AVENTIS- 02:51:06

Quartetos masculinos
- BRASVENDING MARIOS TEAM - 02:26:55
- ADVALDO - 02:31:42
- TABOÃO DA SERRA - 02:32:40

Octetos masculinos
- CARBOCLORO CLORO - 02:24:56
- VO2-GATORADE - 02:32:10
- EC TAVARES 1 - 02:32:14

### 2007[7]
No dia 28 de outubro, a quarta edição da maratona teve mais de 5.700 participantes inscritos, totalizando 909 equipes. 
A apresentadora Daniela Cicarelli, os atletas Emmanuel Rego (vôlei de praia), Claudinei Quirino (atletismo), Diogo Silva (taekwondo), Ana Moser, Ida (vôlei) e Walter Feldman, Secretário de Esportes, entregaram os prêmios aos vencedores.
- Data: 28 de outubro
- Número de inscritos: 5.700

#### Equipes Vencedoras
Duplas femininas
- ACRIMET/TOP SPIN/RUNTECH 2F - 03:50:49
- TOP SPIN BIG BALL - 03:53:42
- SPRINT PINHEIROS II - 03:57:28

Quartetos femininas
- VO2/STEFANINI - 04:02:38
- Y RUNNING ACM CENTRO - 04:18:11
- FOR WELL I- 04:18:21

Octetos femininos
- AMIGOS DO BOSQUE MAIA - 2 - 03:38:18
- ACCENTURE - 03:38:35
- SERASA EXCELÊNCIA - 03:59:25

Duplas masculinas
- VO2/STEFANINI - 02:34:21
- FACEQ -JPJ - JANDIRA -SP - 1- 02:39:05
- SIEMENS TV GLOBO - 02:42:31

Quartetos masculinos
- 1/MERRILL LYNCH - 02:27:15
- ACRIMET/TOP SPIN/RUNTECH 4M - 02:27:30
- 4.3 RUN&FUN - ELITE (CORTESIA) - 02:36:42

Octetos masculinos
- EC TAVARES 1 - 02:31:25
- VO2 / GATORADE - 02:33:37
- YOUNGERS ACADEMIA 1 - 02:33:55

### 2008[8]
A "Corrida por um Brasil campeão" ultrapassou a fronteira de São Paulo e promoveu, em 19 de outubro, a primeira edição da prova em Brasília, com a participação de 2 mil corredores e 352 equipes, além de Viviane Senna, presidente do Instituto Ayrton Senna, e do ator Murilo Rosa.
No Autódromo de Interlagos, em 16 de novembro, a quinta edição da maratona teve a participação de 5.300 corredores, divididos em 854 equipes.
- Data: 16 de novembro
- Número de inscritos: 5.300

#### Equipes Vencedoras SP
Dueto Feminino
- Brasquip Comércio - 3h55min03
- Acrimet - 4h11min34
- Processor - 5h02min41

Quarteto Feminino
- Serasa - PN Treinamento - 3h39min04
- Meninas Super Poderosas - 3h44min42
- Youngers Academia - 3h51min31

Octeto Feminino
- Pro Runner Team F - 3h54min52
- HDL Fem - 4h16min02
- Action Time - 4h42min08

Dueto Masculino
- Fábio Fernandes - 2h45min04
- Good Nutrition - 2h54min25
- Viver pra Valer - 2h59min15

Quarteto Masculino
- Rocinha 4B - 2h33min21
- Youngers Academia - 2h49min37
- Carbocloro - 2h50min07

Octeto Masculino
- Pro Runner Team A - 2h35min15
- Rocinha - 2h46min06
- Osat - 2h49min50

### 2009[9]
Com inscrições encerradas duas semanas antes do previsto, a sexta edição da Maratona, realizada em 8 de novembro, bateu recorde de atletas, com 5.900 inscritos e 854 equipes. 
- Data: 8 de novembro
- Número de inscritos: 5.900

#### Equipes Vencedoras
Geral Feminino
- VO2 – Stefanini (Quarteto) – 3h00min34
- PN Treinamento (Quarteto) – 3h54min04
- Pegassus (Quarteto) – 3h38min53

Quartetos femininos
- Tigotos 4Ladies – 4h01min12
- Serasa Experian 18 – 4h39min13
- Pé na Tábua C – 4h07min13

Octetos femininos
- Loucorredoras – 3h59min31
- Meninas da Mario’s Team – 4h20min24
- Saucony 1 – 4h24min12

Geral Masculino
- VO2 – Gatorade (Octeto) – 2h49min50
- Intergesso (Dupla) – 2h49min19
- Fabio Fernandes (Dupla) – 2h19min03

Duplas masculinas
- SICREDI Holambra – 3h03min02
- Butenas – Metas – 3h33min47
- EC Tavares B – 3h05min24

Quartetos masculinos
- Clube Natura – Mais velozes mais furiosos – 3h13min47
- CRCuritiba – HU Lebrumau – 2h55min
- Nitro1 – 3h10min26

Octetos masculinos
- Figueiredo Rádio Trianon – 2h51min17
- Metrus 1 – 2h58min10
- Os Lobos do Asfalto – 2h57min33

### 2010[10]
A edição de 2010 da Maratona encerrou, em 5 de dezembro, as comemorações dos 50 anos de Ayrton Senna. Mais um recorde de inscrições é batido, com 6,2 mil corredores e lista de espera de 3 mil corredores.
Bruno Senna, piloto e sobrinho de Ayrton Senna, participou da premiação aos vencedores da Maratona.
- Data: 5 de dezembro
- Número de inscritos: 6.200

#### Equipes Vencedoras
Masculino Geral
- Painel Cult (quarteto) – 2h27min40
- MC Donalds 4 (Quarteto) – 2h34min25
- Basf Cognis (Octeto) – 2h37min47

Duplas masculinas
- Loucorredores – 2h49min33
- Sesc Interlagos/Bruxinha – 2h56min40
- Pereira dos Santos – 2h56min59

Quartetos masculinos
- Painel Cultural - 2h27min40
- MC Donalds 9 – 2h34min25
- Fabio Fernandes – 2h44min24

Octetos Masculinos
- Basf Cognis – 2h37min47
- Acorpa – 2h42min54
- Metrus-Metrô/SP 1 – 2h53min10

Feminino geral
- Pro Runner Team / The Girls (Octeto) – 3h13min04
- Painel Cult (quarteto) – 3h17min40
- MG Personal Training – 3h30min40

Duplas femininas
- MG Personal Training – 3h30min40
- Serasa Experian Dupla FEM 1 – 4h16min09
- Ritinha e Claudinha – 4h28min01

Quartetos femininos
- Painel Cult – 3h17min40
- MC Donalds 9 – 3h35min08
- Equipe Valdir Camargo – 3h43min27

Octetos femininos
- Pro Runner Team/The Girls – 3h13min04
- Amigos do Bosque Maia – 3h32min12
- Scorp Paineiras – 3h39min10

### 2011[11]
No ano da comemoração dos 20 anos do tricampeonato de Ayrton Senna na F1, mais de 8 mil pessoas prestigiaram, no dia 4 de dezembro, a oitava edição da Maratona, que teve mais de 6 mil corredores inscritos.
O valor arrecadado com as inscrições beneficia 32.784 crianças e jovens brasileiros, atendidos pelos programas educacionais do Instituto Ayrton Senna.
- Data: 4 de dezembro
- Número de inscritos: 6.230

#### Equipes Vencedoras
Duplas femininas
- G Personal Training B – 04h11min10
- Todamalha | Lamartine – 04h12min02

Quartetos femininos
- Rui Fragoso Advogados – 02h59min08
- São Paulo FC 2 – 03h48min50
- As 4 – 03h50min55

Duplas masculinas
- Loucorredores – 02h43min43
- Usiminas/afc B - 02h50min32
- Terni Engenharia - 02h52min09

Octetos Femininos
- Pro Runner Team - Octeto A - 03h03min27
- Meninas Trilopez - 03h42min
- PERFORMANCE Assessoria Esportiva D - 03h44min25

Quartetos masculinos
- SBC Trans – 02h24min32
- Uniítalo | Amrun – 02h27min11
- Pro Runner Team - Quarteto F – 02h33min14

### 2012[12]
No dia 2 de dezembro, mais de 6 mil corredores participaram da nona edição da prova, que bateu recorde de presenças, com 9 mil pessoas.
Ao final do dia, 964 kg de copos plásticos e garrafas plásticas descartadas pelos atletas e 74 kg de papelão foram recicladas. O sucesso do evento se reverte à causa da educação: 34.630 crianças e jovens de todo o Brasil são beneficiados com o valor das inscrições.
- Data: 2 de dezembro
- Número de inscritos: 6.250

#### Equipes Vencedoras
Duplas femininas
- Pro Runner Team - 3h28min24
- EC. Tavares - 3h34min18
- Hotel Atlântico - 3h49min39

Duplas masculinas
- JJ Runner's Team Treinamento - 2h27min43
- Loja Aquário - S. Porto Geral - 2h47min52
- WCA Estratégias Corporativas - 2h50min38

Quartetos femininos
- Maranga Team - 3h06min16
- Studio Life Ribeirão Preto - 3h20min55
- Pro Runner Team B - 3h22min02

Quartetos masculinos
- SBC Trans - 2h22min52
- WCF Performance Assessoria Esp - 2h28min55
- Saucony 3 - 2h51min15

Octetos femininos
- Geovani Braga-treinamento e Co. - 2h57min16
- Pro Runner Team A - 2h58min08
- Amigos do Bosque Maia - 3h39min01

Octetos masculinos
- Maranga Team - 2h27min09
- Triaction - 2h42min26
- Jotta Jr Sports/Runners - 2h44min38

### 2013[13]
- Data: 1 de dezembro
- Número de inscritos: 6.200

#### Equipes Vencedoras
Duplas masculinas
- Up Nutrition - 2:39:38
- Wcf Performance Assessoria Esp – 2:51:39
- Viapol – 2:52:11

Quartetos masculinos
- SBCTrans – 2:18:37
- SBCTrans – New Balance – 2:20:29
- Harmonia – 2:47:31

Octetos masculinos
- Bbf Atletas – 2:25:15
- Jotta Jr Sports – Maranga Team – 2:31:00
- Água Frescca – Agiglioli – 2:31:44

Duplas femininas
- Serasa Experian Dupla Feminina – 4:03:39
- Leana – 4:34:13
- HRw – 4:35:24

Quartetos femininos
- Doutor Condomínio – Utilsoft – 3:22:22
- Triaction Team – 4:26:14
- Circulo Militar – 4:27:23

Octetos femininos
- Saucony 1 – 2:58:28
- Viapol Ltda – 3:17:47
- Wcf Performance Assessoria Esp – 3:30:01

### 2014[14]
- Data: 16 de novembro
- Número de inscritos: 6.250

#### Equipes Vencedoras
Duplas masculinas
- Palmeiras 3 - 2:34:19
- Paraguaçu MG – Crisópolis BA – 2:47:46
- Ademir Paulino – 2:48:54

Duplas femininas
- Advaldo - 3:19:50.04
- Run and Fun Girls - 3:26:49.11
- Superação Assessoria Esportiva - 3:46:03.43

Quartetos masculinos
- SBCTrans / FNG Sports Assessor - 2:23:05
- Advaldo / F.S. – 2:38:42
- AC Assessoria – 2:50:09

Quartetos femininos
- Viapol Impermiabilizante 3 - 3:25:39.25
- Atletas em Senna 2 - 3:31:58.37
- SPFC 1 - 3:36:29.85

Octetos masculinos
- Viapol Impermiabilizante 2 - 2:32:10
- Jotta Jr Sports – 2:48:46
- Tecbor 2 – 2:51:56

Octetos femininos
- Churrascaria Apaloosa’s - 3:02:40.30
- Viapol Impermiabilizante 1 - 3:10:57.73
- Amigos do Bosque Maia - 3:13:41.34

### 2015[15]
- Data: 22 de novembro

#### Equipes Vencedoras
Duplas masculinas
- Hipermercado Bergamini – 02:39:02
- Interlagos Corre – 02:55:13
- AC Assessoria Esportiva/Baluarte Extinto – 03:01:28

Duplas femininas
- AZ Running – 03:33:48
- IronLife – 03:50:36

Quartetos masculinos
- Drogaria São Paulo – 02:23:24
- AC Assessoria Esportiva – 02:26:27
- IlhaBela – 02:49:52

Quartetos femininos
- Drogarias Pacheco – 02:58:26
- Jotta Jr. Sports/Club Araras Azuis – 03:18:03
- AABB/SP – 03:27:06

Octetos masculinos
- Clube de Corrida Pizzirani – 02:27:28
- Top Runners – 02:27:59
- Jotta Jr. Sports/Club Araras Azuis – 02:28:39

Octetos femininos
- Vit Run/P Ortiz – 03:26:56
- Tec Bor/SP – 03:37:03
- Fran Gomes – 03:46:50

### 2016[16]
- Data: 4 de setembro

#### Equipes Vencedoras
Duplas masculinas
- AC Assessoria Esportiva PLC Solaris – 2:51:33
- Bequisa – 2:59:44
- Power Fit – 3:01:40

Duplas femininas
- Kiatleta São Paulo Futebol Clube – 3:00:47
- Equipe Advaldo – 3:12:58

Quartetos masculinos
- Corredores da Zona Norte – 2:22:57
- Glaucio Campos Assessoria - 2:31:49
- Equipe Advaldo – 2:33:03

Quartetos femininos
- Glaucio Campos Assessoria – 3:01:07
- K2 Running Team - 3:04:12
- CM Assessoria Run – 3:37:13

Octetos masculinos
- Jose Ferreira Assessoria Esportiva – 2:16:36
- Adriano Bastos – 2:20:39
- K2 Running Team – 2:21:19

Octetos femininos
- Ju Veras Assessoria Esportiva - 2:55:31
- Pacers – 3:33:51
- As Falconetes – 3:58:21

### 2017[17]
- Data: 8 de outubro

#### Equipes Vencedoras
Duplas masculinas
- Equipe 2151 – 02:40:24
- Equipe 2058 – 02:50:50
- Equipe 2153 – 02:59:35

Duplas femininas
- Irmas Lira Fitlabore – 03:59:07
- Weida Cordeiro Asses Esport – 04:05:23
- Equipe 2168 – 04:27:55

Quartetos masculinos
- Equipe 4348 – 02:34:33
- Equipe 4350 – 02:41:29
- Equipe 4294 – 02:53:57

Quartetos femininos
- Equipe 4246 – 03:10:52
- Equipe 4163 – 03:37:24
- Iron Girls – 04:00:14

Octetos masculinos
- Equipe 8141 – 02:25:58
- Equipe 8309 – 02:26:15
- Equipe 8050 – 02:52:47

Octetos femininos
- Ju Veras Assessoria Esportiva – 03:07:45
- Amigas que Correm Juntas – 04:12:57
- Ateminhavofaz Running – 04:29:48

### 2018[18]
- Data: 30 de setembro

#### Equipes Vencedoras
Duplas masculinas
- Semear Esportes Assessoria Esportiva - 2:37:13
- Zenaide Vieira - 2:57:05
- Lurdes Salgados - 2:59:19

Duplas femininas
- Corredores da Zona Norte - 4:06:22
- Estádio do Pacaembu 1 - 4:12:33
- Amigos de Corrida - 4:24:15

Quartetos masculinos
- Amigos Adriano Pereira - 2:31:56
- Glaucio Campos Assessoria - 2:38:42
- Barba Run - 2:50:22

Quartetos femininos
- Glaucio Campos Assessoria - 3:04:15
- Team Runners Pedreira Santa Sofia - 3:45:49
- F2 Assessoria Esportiva - 3:47:53

Octetos masculinos
- Top Runners - 2:25:51
- Equipe Brothers/Convidados - 2:32:05
- José Ferreira Asses/ProdSports - 2:34:25

Octetos femininos
- Ju Veras Ass./Bar do Jô - 3:12:15
- F2 Assessoria Esportiva - 3:59:12
- Team Runners Santa Sofia - 4:09:11